# Gösta Bergström (sångare)
Gösta Oskar Bergström, född 12 augusti 1902 i Adolf Fredriks församling i Stockholm, död 24 maj 1937 i Kungsholms församling, var en svensk operasångare (baryton).
Bergström anställdes vid Operan i Stockholm 1921 och var medlem i Wiggerskvartetten 1928–1937. Han var son till operasångaren Oscar Bergström och även far till en operasångare med samma namn. Gösta Bergström är begravd på Norra begravningsplatsen utanför Stockholm.

## Filmografi
- 1930 – Kronans kavaljerer
- 1931 – Brokiga Blad
- 1932 – Ett skepp kommer lastat

## Teater

### Roller (ej komplett)
| År   | Roll            | Produktion                                                          | Regi                         | Teater        |
| ---- | --------------- | ------------------------------------------------------------------- | ---------------------------- | ------------- |
| 1924 |                 | Lilla Busses bröllop Richard Kessler                                | Knut Nyblom                  | Vasateatern   |
| 1926 | François        | Borgmästarinnan (La presidente) Maurice Hennequin och Pierre Veber  | Albert Ranft                 | Vasateatern   |
| 1927 | En modehandlare | Så tuktas en argbigga (The Taming of the Shrew) William Shakespeare | Gösta Ekman Johannes Poulsen | Oscarsteatern |